# Vauquelinia
Vauquelinia ist eine Pflanzengattung innerhalb der Familie der Rosengewächse (Rosaceae).

## Beschreibung

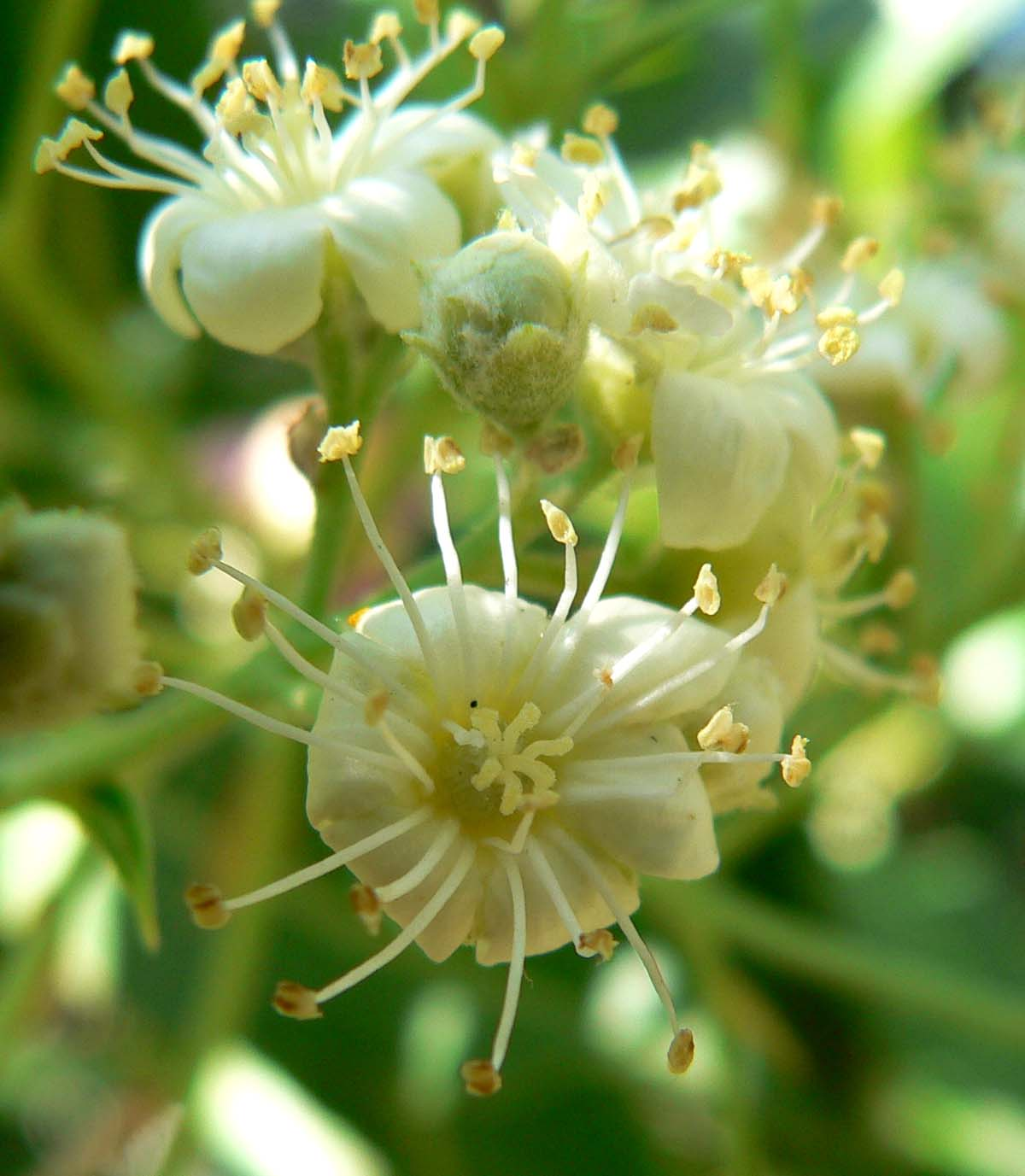
Blüten von Vauquelinia californica

### Vegetative Merkmale
Vauquelinia-Arten sind unbestachelte, immergrüne Sträucher oder niedrige Bäume.
Ihre Laubblätter stehen wechselständig, sind einfach, ledrig, fiedernervig und am Rand gezähnt. Nebenblätter sind vorhanden.

### Generative Merkmale
Der Blütenstand ist eine endständige, schirmtraubenähnliche zusammengesetzte Traube.
Die zwittrigen Blüten sind radiärsymmetrisch und fünfzählig mit doppelter Blütenhülle. Der Blütenbecher ist halbkugelförmig. Ein Außenkelch fehlt. Die Kelchblätter grenzen aneinander an, kommen aber nicht übereinander zu liegen. Die fünf Kronblätter sind weiß. Es gibt fünfzehn bis zwanzig Staubblätter. Ein Diskus ist nicht erkennbar. Die fünf Fruchtblätter sind mit dem Blütenbecher unverwachsen, aber seitlich miteinander. Je Fruchtblatt gibt zwei apotrope Samenanlagen.
Die Frucht ist eine sich seitlich und nach unten öffnende Sammelbalgfrucht aus fünf Einzelbälgen mit holzigem Perikarp und je zwei Samen.
Die Chromosomenzahl beträgt 2n = 30.

## Standorte
Vauquelinia-Arten besiedeln voll- bis semiaride Zonen sowie Chaparral in Höhenlagen bis zu 2700 Metern, häufig auf Kalkböden.

## Systematik und Verbreitung
Die Gattung Vauquelinia wurde 1807 durch José Correia da Serra in Alexander von Humboldt und Aimé Bonpland: Plantae Aequinoctiales, 1, 6, S. 140–142, Tafel 40. aufgestellt. Der Gattungsname Vauquelinia ehrt den französischen Chemiker Louis-Nicolas Vauquelin (1763–1829).
Die Gattung Vauquelinia gehört zur Tribus Pyreae aus Supertribus Pyrodae in der Unterfamilie Spiraeoideae innerhalb der Familie der Rosengewächse (Rosaceae).
Vauquelinia-Arten kommen in den südlichen US-Bundesstaaten Arizona, Texas sowie New Mexico und in Mexiko vor. 
In der Gattung Vauquelinia gibt es je nach Autor zwei oder vier Arten:
- Vauquelinia californica (Torr.) Sarg.: Sie kommt in Arizona und im nördlichen Mexiko vor.
- Vauquelinia corymbosa Humb. & Bonpl. (Syn.: Vauquelinia angustifolia Rydb.): Sie kommt in den USA nur im westlichen Texas vor und ist in den mexikanischen Bundesstaaten Chihuahua, Coahuila de Zaragoza, Durango, San Luis Potosí, Zacatecas sowie Hidalgo verbreitet.[1]

## Nachweise
- C. Kalkman: Rosaceae. In: Klaus Kubitzki (Hrsg.): The Families and Genera of Vascular Plants - Volume VI - Flowering Plants - Dicotyledons - Celastrales, Oxalidales, Rosales, Cornales, Ericales. Springer-Verlag, Berlin 2004, S. 354–355, ISBN 978-3-540-06512-8.